# Объединённые кондитеры
«Объединённые конди́теры» — российская компания, владеющая рядом кондитерских фабрик, штаб-квартира — в Москве. Основные виды продукции — шоколад, конфеты, карамель, ирис, зефир, вафли, торты, мармелад и восточные сладости.
В глобальном рейтинге крупнейших кондитерских компаний Candy Industry Top 100 за 2019 год «Объединённые кондитеры» занимают 17-е место в мире и 1-е место среди компаний России.
Контролируется группой «Гута». Управляющий директор — Бутко Кирилл Викторович.

## История
Компания основана в начале 2000-х годов. До 2014 года 26,6 % акций принадлежало Правительству Москвы (доля была продана за 7 млрд руб).

## Торговые марки
Объединением было зарегистрировано большинство брендов советских кондитерских изделий. В 2000-х и 2010-х годах «Объединёнными кондитерами» были инициированы ряд исков к другим компаниям, производившие соответствующую продукцию, в частности к норвежской компании Orkla, контролировавшей Кондитерскую фабрику имени Крупской в Санкт-Петербурге, в итоге был дан запрет на производство шоколада «Алёнка» и конфет «Кара-Кум». По состоянию на 2020 год владеет правами на торговые марки «Алёнка», «Бабаевский», «Вдохновение», «Мишка косолапый», «Красная шапочка», «Коровка», «Тульский пряник» и рядом других.

## Активы
Предприятия компании:
- «Красный Октябрь» (Москва, 23 % в контроле)
- концерн «Бабаевский» (Москва)
- «Рот Фронт» (Москва)
- Тульская кондитерская фабрика «Ясная Поляна»
- Пензенская кондитерская фабрика
- Кондитерская фабрика имени Самойловой (Санкт-Петербург)
- «Южуралкондитер» (Челябинск)
- Сормовская кондитерская фабрика (Нижний Новгород)
- кондитерская фабрика «Зея» (Благовещенск)
- Воронежская кондитерская фабрика
- Йошкар-Олинская кондитерская фабрика
- кондитерская фабрика «Такф» (Тамбов)
- шоколадная фабрика «Новосибирская»
- фабрика «Русский шоколад» (Москва)
- булочно-кондитерский комбинат «Серебряный бор» (Москва, доведён до банкротства и снесён, участок продан «Инграду» под жилую застройку[6])
- Златоустовская кондитерская фабрика (филиал «Южуралкондитера»)
- Филиалы «Красного Октября» в Рязани, Коломне, Егорьевске

## Показатели деятельности
Доля группы в объёме продаж на российском кондитерском рынке в 2009 году составила 14 %, в 2017 году — 21,3 %.
В 2010 году выручка, по собственным данным, составила $1,3 млрд. В 2006 году объём продаж составил 20,6 млрд руб. (на 14,5 % больше, чем в 2005 году).
Выручка в 2020 году составила 63,7 млрд рублей, компания вошла в рейтинг журнала Forbes «200 крупнейших частных компаний России 2021» на 166 месте.
В 2024 году организация получила выручку в сумме 108 млрд руб., а чистая прибыль составила 1,6 млрд руб..